# Сольнок-Добока

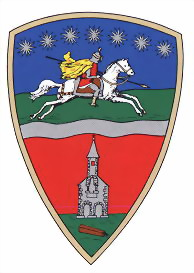
Герб комитата

Сольнок-Добока (венг. Szolnok-Doboka) — исторический комитат в Трансильвании (в составе Венгерского королевства). В настоящее время территория комитата входит в Румынию. Административным центром комитата Сольнок-Добока был город Деш.

## География
Комитат Сольнок-Добока граничил с венгерскими комитатами Мармарош, Бестерце-Насод, Сатмар и Силадь.

## Население
В 1910 году комитат имел население 251 936 человек. Они говорили на таких языках:
- румынский = 189 443 (75,19 %)
- венгерский = 52 181 (20,71 %)
- немецкий = 6902 (2,74 %)

## Административное деление
В начале XX века в состав комитата входили следующие округа:
| Округа            | Округа            |
| Округ             | Адм. центр        |
| ----------------- | ----------------- |
| Бетлен            | Бетлен            |
| Чакигорбо         | Чакигорбо         |
| Деш               | Деш               |
| Капольнокмоноштор | Капольнокмоноштор |
| Кекеш             | Кекеш             |
| Мадьярлапош       | Мадьярлапош       |
| Надилёнда         | Надилёнда         |
| Самошуйвар        | Самошуйвар        |
| Муниципалитет     |                   |
| Деш               | Деш               |
| Самошуйвар        | Самошуйвар        |